# Cuterebra rufiventris
Cuterebra rufiventris är en tvåvingeart som beskrevs av Macquart 1843. Cuterebra rufiventris ingår i släktet Cuterebra och familjen styngflugor. Inga underarter finns listade i Catalogue of Life.